# Jochem Verberne
Jochem Verberne, wł. Joachim Hermanus Jacobus Verberne (ur. 20 stycznia 1978) – holenderski wioślarz, srebrny medalista olimpijski z Sydney.
Zawody w 2000 były jego jedynymi igrzyskami olimpijskimi. W Sydney medal zdobył w czwórce podwójnej. Osadę tworzyli ponadto Dirk Lippits, Diederik Simon i Michiel Bartman. Brał udział w kilku edycjach pucharu globu, wcześniej odnosił sukcesy jako junior.